# Jean Bellus
Pour les articles homonymes, voir Bellus.
Jean Joseph Robert Bellus est un illustrateur et dessinateur de presse français né le 22 juillet 1911 à Toulouse et mort le 15 janvier 1967 à Paris.

## Biographie
Né à Toulouse, Jean Bellus a eu plusieurs emplois avant de poursuivre une carrière d’illustrateur. Il débute dans Marianne en 1933 et, par la suite, collabore à Pour Vous, Le Sourire et Candide. Pour Benjamin magazine, il réalise la bande dessinée « Georgie, Laurel et Hardy » entre 1937 et 1939. La guerre interrompt ses activités. De retour de captivité, il travaille comme décorateur, costumier et acteur de music-hall. Après la Libération, il reprend son travail d'illustrateur et coopère à Point de Vue, La Bataille et Fantasia. Il retourne à la bande dessinée avec plusieurs contributions pour la presse quotidienne. Dans France-Soir, il  illustre Le Film du demi-siècle, Alcide une disparue et les premiers épisodes du Crime ne paie pas en 1950. Il retourne ensuite au dessin d’humour pour les magazines Samedi-Soir, Paris-Presse et Jours de France jusqu'à sa mort en 1967, se spécialisant dans la représentation de pères de famille quinquagénaires, bedonnants et dégarnis et un humour délibérément bon enfant. Un de ses principaux personnages est Clémentine Chérie.
Après son bien célèbre Humour verboten il s'est surtout attaché à faire quelques albums humoristiques sur « une famille bien française » dont le personnage central fut adapté au cinéma en 1963, dans le film Clémentine chérie qui passe pour la première fois à la télévision le 20 octobre 2007 sur la chaîne Canal+.
Il meurt le 15 janvier 1967 en son domicile dans le 12e arrondissement et est inhumé au cimetière parisien d'Ivry (24e division).

## Publications
- Oh ! Clémentine, Fayard, 1963.
- Une famille bien française, Fayard, 1966.
- Vivre avec son temps, Fayard, 1967,160 pages.
- Vivement l'été, Denoël, 1978.
- Jean Bellus, Une famille bien française, anthologie, éditions Michel Lafon, 2016 (ISBN 978-27-49930-81-7, présentation en ligne).